# Subhash Kak
Subhash Kak (Serinagar, 26 de março de 1947), é um engenheiro em computação na State University de Oklahoma e estudioso dos Vedas, descobriu o código-chave que explica a estrutura dos altares do fogo, da cosmogonia védica e do próprio Rig Veda.
Nascido em Srinagar, Caxemira, completou o seu Doutoramento em Engenharia Eléctrica no Instituto Indiano de tecnologia, Deli, e ficou nesta mesma Instituição como Professor. Entre 1979-2007, foi Professor Distinguido na Universidade Estatal do Louisiana.
A sua pesquisa técnica é nos campos da teoria da informação, redes neurais e informação quântica. Também escreveu acerca da História da Índia, Ciência e de arte. Este trabalho, assim como a resolução do Paradoxo dos Gémeos na Teoria da Relatividade, recebeu considerável atenção na imprensa popular.
O seu trabalho tem aparecido muitas vezes em Programas do Canal Discovery e do Canal História, PBS, Dutch Public TV e recentemente num documentário acerca de musica (www.ragaunveiled.com). Escreveu sobre Filosofia da Mente e demonstrou como a recursão desempenha um papel fundamental na arte, música e estética.

É autor de 12 livros, dos quais o mais recente é o “The Prajna Sutras: Aphorisms of Intuition” [Os Sutras Prajna: Aforismos de Intuição]. Também foi autor de 6 livros de versos. Estes livros foram traduzidos para francês, alemão, italiano, espanhol, coreano e sérvio. O distinguido Académico Indiano, Govind Chandra Pande, comparou a sua poesia à de William Wordsworth.
De entre os seus prémios, distinguem-se o British Council Fellow (1976), o Science Academy Medal of the Indian National Science Academy (1997), Kothari Prize (1997), Unesco Tokten Award (1986), Goyal Prize (1998), National Fellow of the Indian Institute of Advanced Study (2001) e Distinguished Alumnus of IIT Delhi (2002).
Foi editor do volume 3 – Cosmos, Física Quântica e Consciência - (Dezembro de 2009) do prestigiado Journal of Cosmology.